# Shanghai Electric
Shanghai Electric Group (SEHK : 2727, SSE : 601727) est une entreprise multinationale de production d'électricité et de fabrication d'équipements électriques basée à Shanghai, en Chine. Elle a une longue histoire et une de ses filiales a été établie avant 1880.
Shanghai Electric est inscrit à la Bourse de Hong-Kong et à celle de Shanghai. 

## Histoire
Située à Shanghaï sur le littoral oriental de la Chine et dans le berceau de l'industrie moderne chinoise, Shanghaï Electric Group a vu la réalisation de plusieurs avancées industrielles chinoises importantes, telles que la première centrale électrique thermique de 6 MW, le premier compresseur hydraulique de 12.000 tonnes, le premier réacteur nucléaire de 300 MW, la première centrale thermique supercritique de 1000 MW et la plus grosse presse à pétrole de 10.000 tonnes du monde. 
En mai 2014, Shanghaï Electric rachète 40 % du premier fabricant italien de matériel électrique, Ansaldo Energia. 
En août 2016, Shanghaï Electric annonce l'acquisition de K-Electric, principal producteur d'électricité de Karachi pour 1,7 milliard de dollars. Il annonce à la fin de l'année 2016, de très imposants investissement dans l'entreprise à la suite de cette acquisition.

## Activité
Shanghai Électrique est engagé dans la conception, la fabrication et la vente de produits incluant l'équipement de production électrique, la transmission de puissance et l'équipement de distribution, des transformateurs, l'appareillage de commutation, des disjoncteurs, l'équipement de transport, des machines-outils, des ascenseurs, l'emballage et des machines d'imprimerie et l'équipement de protection de l'environnement. C'est le plus grand fabricant du monde de turbines à vapeur.[réf. nécessaire]

## Quelques données financières
|                                           | 2009   | 2010   | 2011   | 2012   | 2013   |
| ----------------------------------------- | ------ | ------ | ------ | ------ | ------ |
| Chiffre d'Affaires (en millions de Yuans) | 58.675 | 65.912 | 71.461 | 76.591 | 78.795 |
| Résultat Net (en millions de Yuans)       | 2.898  | 3.126  | 4.145  | 4.382  | 4.210  |